# Surveyor 4
Surveyor 4 là tàu vũ trụ hạ cánh Mặt Trăng thứ tư trong chương trình Surveyor không người lái của Mỹ được gửi đi để khám phá bề mặt của Mặt Trăng. Tàu vũ trụ này bị rơi sau khi đã thực hiện nhiệm vụ gần như hoàn hảo; liên lạc từ xa đã bị mất tín hiệu 2.5 phút trước khi tàu chạm vào bề mặt Mặt Trăng. Mục tiêu hạ cánh dự kiến là Sinus Medii (Central Bay) ở vĩ độ 0,4 ° bắc và kinh độ 1.33 ° phía tây.

## Trang thiết bị
Tàu vũ trụ này là phi thuyền thứ tư trong một loạt thiết kế để đạt được hạ cánh mềm trên Mặt Trăng và gửi các ảnh chụp Mặt Trăng để xác định các đặc điểm của địa hình Mặt Trăng cho các nhiệm vụ hạ cánh trên Mặt Trăng của chương trình Apollo. Thiết bị trên tàu bao gồm một máy ảnh truyền hình và gương phụ trợ, một bộ lấy mẫu bề mặt cơ học đất, đồng hồ đo độ căng trên chân hạ cánh của tàu vũ trụ và nhiều cảm biến kỹ thuật. Giống như Surveyor 3, Surveyor 4 cũng được trang bị một móng đào bề mặt (với một nam châm trong móng đào) để phát hiện và đo hàm lượng các nguyên tố sắt trong bề mặt Mặt Trăng.
Sau một chuyến bay hoàn hảo đến Mặt Trăng, các tín hiệu vô tuyến từ tàu vũ trụ đã ngừng hoạt động trong giai đoạn đầu cuối tại 02:03 UT ngày 17 tháng 7 năm 1967, khoảng 2,5 phút trước khi va chạm với bề mặt Mặt Trăng. Liên lạc với tàu vũ trụ không bao giờ được kết nối lại nữa, và nhiệm vụ không thành công. Các tên lửa đẩy nhiên liệu rắn để hạ cánh mềm có thể đã phát nổ gần cuối giai đoạn cháy theo lịch trình của nó.